# Весняное (Николаевская область)
Весняное (укр. Весняне) — посёлок в Николаевском районе Николаевской области Украины.
Население по переписи 2001 года составляло 1394 человек. Почтовый индекс — 57134. Телефонный код — 512.

## Местный совет
57134, Николаевская обл., Николаевский р-н, пос. Весняное, ул. Центральная, 6